# 林補
林補（1398年—？），字廷翔，浙江溫州府永嘉縣人，明朝政治人物。進士出身。

## 生平
宣德元年（1426年）丙午科浙江鄉試第六名。宣德五年（1430年）丁丑科會試第四十二名，殿試登進士第二甲第三名。

## 家族
曾祖父林存誠。祖父林復中。父亲林思誨。